# 新潟県の資格者配置路線
新潟県の資格者配置路線（にいがたけんのしかくしゃはいちろせん）とは、交通誘導警備業務に関し、道路又は交通の状況により、新潟県公安委員会が道路における危険を防止するため必要と認める路線である。当該路線で交通誘導警備業務を実施するにあたっては、交通誘導警備業務を実施する場所ごとに、交通誘導警備業務1級検定又は2級検定の合格証明書の交付を受けた警備員を1名以上配置しなければならない。

## 告示・施行
- 2006年10月31日：指定　新潟県公安委員会規則第15号[1]
- 2007年6月1日：施行
- 2016年4月1日：改正[2]

## 路線一覧
|   | 路線名    | 区間         |
| - | --------- | ------------ |
| 1 | 国道7号   | 新潟県の全域 |
| 2 | 国道8号   | 新潟県の全域 |
| 3 | 国道17号  | 新潟県の全域 |
| 4 | 国道18号  | 新潟県の全域 |
| 5 | 国道49号  | 新潟県の全域 |
| 6 | 国道113号 | 新潟県の全域 |
| 7 | 国道116号 | 新潟県の全域 |
| 8 | 国道117号 | 新潟県の全域 |

|    | 路線名    | 区間         |
| -- | --------- | ------------ |
| 9  | 国道148号 | 新潟県の全域 |
| 10 | 国道292号 | 新潟県の全域 |
| 11 | 国道350号 | 新潟県の全域 |
| 12 | 国道351号 | 新潟県の全域 |
| 13 | 国道403号 | 新潟県の全域 |